# Trofeo de la Copa Mundial de Fútbol
La Copa del Mundo es el trofeo de 6.175 kilogramos, 5 de ellos de oro, que se entrega a los campeones de la Copa Mundial de Fútbol. Desde el inicio de la Copa Mundial en 1930, se han usado dos trofeos diferentes: el trofeo Jules Rimet de 1930 a 1970, y el trofeo de la Copa Mundial de la FIFA, de 1974 en adelante.
El primer trofeo, nombrado en honor del antiguo presidente de la FIFA Jules Rimet, estaba hecho de plata esterlina enchapada en oro y lapislázuli, representaba a Niké, la diosa griega de la victoria. Brasil ganó el trofeo en propiedad en 1970, haciendo necesaria la creación de un reemplazo. El Trofeo Jules Rimet fue robado en 1983 y fundido por los ladrones, que confesaron años más tarde cuando fueron arrestados por la policía brasileña.
El trofeo que lo reemplazó, la Copa Mundial de la FIFA, fue usado por primera vez en 1974. Está hecho de oro de 18 quilates, con una base de malaquita, y representa a dos figuras humanas sosteniendo la Tierra.

## Trofeo Jules Rimet
El Trofeo Jules Rimet fue el premio original para los ganadores de la Copa Mundial. Originalmente llamado Victoria, pero por lo general conocido simplemente como la Copa del Mundo, fue renombrado oficialmente en 1946 para honrar al entonces presidente de la FIFA Jules Rimet quien colaboró para crear la competencia. Diseñado por Abel Lafleur y hecho de plata esterlina enchapada en oro con una base azul de lapislázuli, medía 35 cm (14 pulgadas) de altura y pesaba 3.8 kg (8.4 libras). Se componía de una copa octagonal, sostenida por una figura alada representando a Niké, la diosa griega de la victoria. El trofeo Jules Rimet fue llevado a Uruguay para la primera Copa Mundial de Fútbol a bordo del Conte Verde, que zarpó de Villefranche-sur-Mer, justo al norte de Niza, el 21 de junio de 1930. Fue el mismo buque que llevó a tierras sudamericanas a Jules Rimet y a los equipos de Francia, Rumania y Bélgica que participaban en el torneo. El primer equipo en ganarlo fue Uruguay, campeón de la Copa Mundial de 1930.
Durante la Segunda Guerra Mundial, el trofeo fue conservado por el campeón de 1938, Italia. Ottorino Barassi, el vicepresidente italiano de la FIFA y presidente de la Federación Italiana de Fútbol, retiró el trofeo en secreto de un banco en Roma y lo escondió en una caja de zapatos debajo de su cama para impedir que los nazis se apoderaran de él.
El 20 de marzo de 1966, cuatro meses antes del inicio de la Copa Mundial de Fútbol de 1966 en Inglaterra, el trofeo fue robado durante una exhibición pública en el Salón Central de Westminster. Fue encontrado siete días después, envuelto en periódico al fondo del seto de un jardín suburbano en Upper Norwood, Londres, por un perro llamado "Pickles".
A raíz de este último acontecimiento, La Asociación de Fútbol decidió fabricar en secreto una réplica del trofeo que sería otorgada a los países campeones para usar en las celebraciones posteriores, esta buena medida de seguridad sería también adoptada por la FIFA para el trofeo de la Copa Mundial que comenzaría su uso en 1974. La réplica también fue usada en ocasiones subsecuentes hasta 1970 y fue vendida en una subasta en 1997 por £254 500, cuando fue comprada por la FIFA. El alto precio de venta, varias veces el precio reserva de £20 000-£30 000, llevó a especulaciones de que el trofeo subastado no era una réplica, sino el genuino. Después de la subasta, la FIFA puso en exhibición a la réplica en el Museo Nacional de Fútbol en Preston, Inglaterra.
La escuadra brasileña ganó el torneo por tercera vez en 1970, adquiriendo el derecho de conservar el trofeo real a perpetuidad, como había sido estipulado por Jules Rimet en 1930. No obstante, la copa fue robada nuevamente el 19 de diciembre de 1983, cuando fue tomada de una exhibición en la sede de la Confederación Brasileña de Fútbol en Río de Janeiro. El trofeo se encontraba en un gabinete con un frente de cristal antibalas, pero su parte posterior hecha de madera fue abierta con una palanca. El trofeo nunca fue recuperado, lo que sugiere que pudo haber sido fundido. Finalmente cuatro hombres fueron juzgados y declarados culpables por el crimen. La Confederación encargó la fabricación de una réplica, hecha por Eastman Kodak, usando 1.8 kg (3.97 lb) de oro. Esta réplica fue presentada ante el presidente brasileño en 1984.
En enero de 2015 la base original del trofeo Jules Rimet que fue utilizada en los primeros cuatro mundiales, que ganaron Uruguay e Italia, fue hallada en un sótano del edificio de la FIFA en la ciudad de Zúrich.

## Trofeo de la Copa Mundial de la FIFA
Al poco tiempo de la culminación de la Copa Mundial de Fútbol de 1970, la FIFA convocó a un concurso para la realización de un nuevo trofeo de reemplazo que sería introducido en la Copa Mundial de Fútbol de 1974, siendo ganado en esta primera ocasión por Alemania Occidental. 
Artistas de siete países participaron con más de 50 sugerencias, finalmente el diseño ganador fue la propuesta del escultor italiano Silvio Gazzaniga y la creación del mismo fue producida por GDE Bertoni en Paderno Dugnano, una localidad milanesa, mide 36.8 cm (14.4 in) de altura y está hecho con 5 kg (11 lb) de oro sólido de 18 quilates (es decir, 75% de oro) con una base de 13 cm (5.1 in) de diámetro con dos anillos concéntricos de malaquita. El trofeo, que pesa 6.175 kg (13.54 lb) en total, representa a dos figuras humanas recibiendo al planeta Tierra.
El trofeo tiene la inscripción visible "FIFA World Cup" (Copa Mundial de la FIFA) en su base. Los nombres de los países que han ganado cada torneo desde 1974 están grabados en la parte inferior del trofeo, y por lo tanto no son visibles cuando este está colocado verticalmente. El texto señala el año en cifras y el nombre de la nación ganadora en el idioma original del país ganador, por ejemplo "— 1978 Argentina" o "— 1974 Deutschland". Hasta el año 2022 trece ganadores han sido grabados en la base. Se desconoce si la FIFA retirará el trofeo después de que todas las placas de nombres en la base se hayan llenado; sin embargo, esto no sucederá por lo menos hasta después de la Copa Mundial de Fútbol de 2038.
Las regulaciones de la FIFA establecen que este trofeo, a diferencia de su predecesor, no puede ser ganado definitivamente. Entre las ediciones de Alemania 1974 (ganada por la selección local) y la de Corea-Japón 2002 (ganada por Brasil), los campeones del certamen resguardaban la copa original durante cuatro años, es decir, hasta el inicio de la siguiente justa mundialista, entregándolo a la FIFA días antes de la competencia, y en ese momento recibían una réplica de la original denominada "Trofeo de los Campeones".
Sin embargo, para aminorar los riesgos de un daño o robo del trofeo, a partir de la edición de Alemania 2006 (ganada por Italia) el equipo campeón solo recibe la copa original durante su premiación en el estadio, al término de esta debe regresarla al organismo, posteriormente se le otorga la ya mencionada réplica (un trofeo con baño de oro, en lugar de uno de oro sólido) en propiedad.
Poco después de la Copa Mundial de Fútbol de 2006 en Alemania, el trofeo fue regresado brevemente a Italia para una restauración antes de ser finalmente concedido al mismo país. El 14 de julio de 2006 se reportó que el Trofeo de la Copa Mundial aparentemente se había roto después de haber estado en manos italianas por tan solo unos pocos días. Fabio Cannavaro, el capitán de Italia, fue fotografiado sosteniendo un pedazo de malaquita que se había roto de la base, la que fue subsecuentemente reparada.
En 2006 Coca-Cola hizo el primer recorrido del trofeo por el mundo, visitando 31 ciudades en 28 países, durante 3 meses. Esta misma gira se volvió a realizar antes de la Copa Mundial de Fútbol de 2010, el trofeo comenzó su viaje el 21 de septiembre de 2009 y recorrió 83 países. Asimismo, se realizó también la Gira del Trofeo previo a los mundiales de 2014 y 2018.
En 2010, durante el Mundial realizado en Sudáfrica, varias réplicas del trofeo fueron robadas, aunque la FIFA aseguró que el trofeo auténtico se encontraba seguro.
En julio del año 2014, el presidente de la Federación de Fútbol Alemana, Wolfgang Niersbach, admitió que la réplica del trofeo entregada a la selección alemana al ganar la copa mundial de ese mismo año, resultó dañada durante los festejos por parte de los jugadores.

## Campeones

### Trofeo Jules Rimet
- Uruguay: 1930, 1950
- Italia: 1934, 1938
- Alemania: 1954 (RFA)
- Brasil: 1958, 1962, 1970
- Inglaterra: 1966

### Copa Mundial de la FIFA
- Alemania: 1974 (RFA), 1990 (RFA) y 2014
- Argentina: 1978, 1986, 2022
- Italia: 1982, 2006
- Brasil: 1994, 2002
- Francia: 1998, 2018
- España: 2010

### Total
| País       | Trofeo Jules Rimet | Copa Mundial de la FIFA | Total de campeonatos |
| ---------- | ------------------ | ----------------------- | -------------------- |
| Brasil     | 3                  | 2                       | 5                    |
| Italia     | 2                  | 2                       | 4                    |
| Alemania   | 1                  | 3                       | 4                    |
| Argentina  | 0                  | 3                       | 3                    |
| Uruguay    | 2                  | 0                       | 2                    |
| Francia    | 0                  | 2                       | 2                    |
| Inglaterra | 1                  | 0                       | 1                    |
| España     | 0                  | 1                       | 1                    |
| Total      | 9                  | 13                      | 22                   |